# Lista de episódios de Pedro & Bianca
A série de TV brasileira Pedro & Bianca é exibida na TV Cultura, seu primeiro episódio foi exibido em 11 de novembro de 2012.

## Episódios

### 1ª Temporada
| Nº | Data                    | Título                                      | |
| -- | ----------------------- | ------------------------------------------- | --- |
| 1  | 11 de novembro de 2012  | "Entre nascer e morrer, a gente cresce!"    | A expectativa, ansiedade, desejos e medos dos irmãos Pedro e Bianca poucas horas antes do primeiro dia de aulas do ensino médio. Pedro está animado, acredita que tudo acontecerá como imagina. Já Bianca mistura medo e ansiedade, às voltas com o cabelo ideal para o primeiro dia. Enquanto os pais, Zuzu e Edison, discutem por causa dos filhos, Vó Arminda, com humor e sabedoria, apoia os netos nesse momento importante de suas vidas. |
| 2  | 11 de novembro de 2012  | "A Guerra dos Quartos"                      | A morte de vó Arminda deixa um quarto vazio na casa de Pedro e Bianca. Os dois irmãos disputam a primazia na ocupação do novo espaço. Na escola, um trabalho de geografia sobre “Disputa Territorial” mobiliza Pedro e Bianca. Bianca se nega a formar dupla com Rosário, uma retraída menina boliviana que acaba de entrar para a sua classe. Já Pedro repele Feijão, sua dupla definida, por causa do mau hálito do garoto. |
| 3  | 25 de novembro de 2012  | "Grana... Pra quê?"                         | Bianca sente-se discriminada pela vendedora de uma loja de tênis caros. Isso gera nela uma insatisfação com seu lugar social e humano e um desejo de dar o troco. Nessa jornada, encontra uma referência em Letícia, moça rica e descolada, voluntária de uma Ong com um projeto social na escola. Bianca consegue levantar o dinheiro que tanto queria com uma rifa, mas, ao final, põe a vingança de lado e gasta tudo se divertindo com os amigos da escola. Pedro faz bico como “agente de reciclagem”, ou, como seus colegas de classe dizem, “mendigo”. Ele quer poupar dinheiro para investir em um curso que pode lhe render um estágio ou um emprego melhor. Esse plano de Pedro é posto em xeque pelo que ele sente por Ciça, por quem é apaixonado desde criança. Pedro acaba usando suas economias para sair com Ciça. Mas, no fim, frustra-se ao entender que, por enquanto, ela o vê apenas como amigo. |
| 4  | 2 de dezembro de 2012   | "Coragem para Encarar"                      | Pedro precisa fazer uma apresentação oral na aula de Biologia. O problema é que o adolescente tem muita dificuldade de falar em público. Para superar suas limitações, Pedro aproxima-se de Leonardo. Já Bianca despreza um concurso criado pelos meninos para eleger a menina mais bonita e atraente do 1º ano. Porém, pouco a pouco, a garota torna-se mais competitiva e engaja-se na disputa. |
| 5  | 9 de dezembro de 2012   | "O Ladrão"                                  | Uma onda de roubos na escola acende o sinal de alerta em todos. Pedro desconfia de Anderson e o denuncia à diretoria após o roubo de um presente que ele deu para Ciça. Mas Anderson é inocente. O verdadeiro culpado dos roubos é outra pessoa. |
| 6  | 16 de dezembro de 2012  | "Dez e Dezoito"                             | Bianca acusa Terezinha, a professora de Matemática, de mudar injustamente a nota de sua prova de 10 para 0. Como a professora não tem evidências de que Bianca colou, a garota acusa-a de discriminá-la e leva o caso à diretoria, certa de que recuperará seu 10. Diante do conflito, a única solução possível, encampada por Zuzu e Edison, é Bianca refazer a prova. Pedro e Feijão constatam que as meninas do 1º ano só se interessam por garotos do 3º e sonham com o dia em que terão 18 anos. Falta-lhes paciência para esperar mais três anos e eles decidem falsificar seus documentos. Para isso, pedem a ajuda de Raul, cadeirante, aluno de outra classe e monitor de informática. |
| 7  | 23 de dezembro de 2012  | "Deco Xaveco"                               | Deco, um jovem, belo e novo professor de química, parte os corações das alunas na escola. Bianca se apaixona por ele, confunde o comportamento próximo e carinhoso do professor com amor. Pior, ela acredita que é correspondida por Deco. Pedro torna-se amigo de Deco e se beneficia de sua popularidade para atrair a atenção das meninas. |
| 8  | 3 de maio de 2013       | "Os Limites da Liberdade"                   | Os pais de Pedro e Bianca viajaram e os irmãos planejam dar a maior festa em casa. Porém, terão uma grande surpresa. |
| 9  | 12 de maio de 2013      | "Quando começa o futuro?"                   | Bianca revela seu talento para manicure e Zuzu aposta todas as fichas do sucesso do salão na filha. Mas Bianca não gosta de se ver como um reflexo da mãe, ela quer mais para si e se debate entre a descoberta de seu caminho. Pedro reencontra seu ídolo da pré-adolescência, MC Profecia, um músico local que fez sucesso rápido, sumiu e agora retorna ao bairro. Tentando identificar sua vocação, Pedro inscreve-se no concurso de talentos que acontece na escola, e busca a ajuda de MC Profecia. |
| 10 | 19 de maio de 2013      | "Pichação"                                  | Ao descobrir que Edison parece ter um relacionamento fora do casamento, Pedro revolta-se e assume um comportamento destrutivo. Ele adere a um grupo de pichadores, mas vai longe demais, ao pichar os muros da escola. |
| 11 | 26 de maio de 2013      | "Saber Perder"                              | Edson e Zuzu se separam. E desta vez, é sério. Bianca e Pedro acompanham impotentes a saída de Edison de casa. Bianca fica sem chão e desconta sua raiva em Zuzu. Titular do time de handebol, ela perde a cabeça em um treino e é afastada da decisão de um torneio entre escolas. Pedro não consegue ficar em casa e, depois de zanzar sem rumo pelo bairro, dorme na casa da Tuca. |
| 12 | 2 de junho de 2013      | "Quem Pode Mais"                            | Pedro e Bianca jogam com sua condição de “filhos de pais separados” para conseguir o que querem. Enquanto Pedro quer dar um “rolê” com o velho carro da família para impressionar a turma, Bianca, instigada por Luara, decide pôr um piercing. A história, porém, não acaba exatamente como os irmãos esperavam. Mas, ao final, mesmo que entre broncas e castigos, Pedro e Bianca sentem novamente o gostinho da família reunida. Zuzu e Edison continuarão separados, mas, por uma noite, os irmãos conseguiram resgatar o clima familiar de que eles tanto sentem falta. |
| 13 | 9 de junho de 2013      | "Debutando"                                 | Bianca está ansiosa por sua festa de 15 anos. Zuzu investe o que não tem e faz permutas no salão para dar à filha uma noite inesquecível. O problema é que Bianca acha que seu vestido de baile está apertado e se recusa a alargá-lo. Para caber no vestido, ela, perigosamente, começa a tomar pílulas para emagrecer. Já Pedro quer aproveitar a grande noite ao seu modo. Com os amigos, prepara um quartinho no local da festa para ter sua primeira transa com Ciça. Pedro conseguirá ter sua sonhada primeira vez? E Bianca, mesmo linda em seu vestido de noite, irá viver sua noite de 15 anos como imaginou? |
| 14 | 16 de junho de 2013     | "Dinheiro Fácil"                            | Pedro faz bicos como bike-boy, entregando encomendas pelo bairro. Seu Antonio, um de seus clientes, começa a pagar uma boa grana por fora para que Pedro entregue pacotes misteriosos em circunstâncias suspeitas. Pedro desconfia dessas entregas, mas é tentado pelo dinheiro fácil. Tudo se complica quando ele é emboscado e perde um dos pacotes do Seu Antonio. E agora? Como Pedro vai reembolsar seu Antonio pela perda de sua carga valiosa e ilegal? Bianca e Luara são seduzidas pela chance de se tornarem modelos. As amigas vão juntas a uma pequena agência do bairro para tirar suas primeiras fotos. Mas a alegria dura pouco: tempos depois, as fotos de Luara, em poses provocantes, surgem na internet vinculadas a um site de garotas de programa. Isso causa alvoroço entre os meninos da escola, humilhação e bullying em Luara. Bianca se divide entre o apoio à amiga e a tensão de ser a próxima a ter suas fotos vazadas na web. |
| 15 | 23 de junho de 2013     | "Quando eu aceito o outro"                  | Pedro agora estuda à noite e trabalha todos os dias na feira como ajudante do tio Éverton. Entre o trabalho duro, a escola noturna e o cansaço, seu namoro com Ciça vive um impasse. Quando Pedro pode sair, é Ciça quem tem de ficar em casa para cuidar de Juca, seu irmãozinho pequeno. No período noturno da Piquerobi, Pedro conhece e se sente atraído por Roseli, aluna negra mais velha do que ele. Numa noite eles vão para um baile “samba-rock”, com predominância de frequentadores negros e lá Pedro sente-se um estranho no ninho. O namoro de Bianca com Caio evolui tanto que ele quer apresentá-la, num jantar, a sua mãe, Adélia. Durante esse jantar, Bianca percebe que Adélia não aprova o namoro de seu filho com uma garota negra. É um momento doloroso na vida de Bianca, mas ela não vai ficar sem reagir. |
| 16 | 30 de junho de 2013     | "Sob um novo ponto de vista"                | Zuzu decide que é hora de retomar sua vida de onde um dia parou e volta à escola para completar o ensino médio no EJA – Educação para Jovens e Adultos. Para surpresa e desgosto de Pedro, ela entra no período noturno da Piquerobi. Numa fase em que ele se sente mais “adulto” e quer fazer parte de um grupinho de alunos mais velhos, alguns deles fumantes, tudo que Pedro não quer é ter a mãe por perto. Bianca, que inicialmente apoia a decisão da mãe voltar a estudar, pouco a pouco sofre as consequências da nova rotina de Zuzu. Assim, o serviço doméstico, além de várias clientes do salão, passa a ser sua responsabilidade. Numa noite, Bianca dá um basta e vai para a nova casa do pai. No puxadinho em que Edison agora vive, Bianca entende com seu pai que sacrifícios fazem parte da vida, especialmente por aqueles que amamos. No fim, resta a Pedro, Bianca e Edison o desafio de encontrar uma maneira de que a casa funcione sem que Zuzu precise abandonar a escola. Conseguirão? |
| 17 | 7 de julho de 2013      | "Choque de Gerações"                        | Caio, reconciliado com Bianca e agora morando sozinho, promove uma pequena festa em seu novo apartamento. Toda a turma de Pedro e Bianca é convidada, além de dois casais amigos de Caio. Mas os planos dão errado: Caio enxerga a turma de Bianca como um bando de crianças irresponsáveis, que se divertem com tolices que não fazem mais sentido para ele. Depois de discutir com Bianca, Caio faz um gesto romântico para reconquistá-la. Dividida, Bianca entende que a escolha que ela tem de fazer é mais profunda do que optar entre Caio e sua turma da Piquerobi, é uma escolha de vida. Ciça, que está com Pedro no apartamento de Caio, recebe um chamado de casa: um imprevisto a obriga a voltar para casa para ficar com o irmãozinho. A sós na casa da menina, surge o clima para que, enfim, Pedro e Ciça transem pela primeira vez. Porém, o choro da criança os interrompe. Sentindo-se pressionada, Ciça conta a verdade sobre seu pequeno “irmão”, algo que escondia de todos os seus amigos. |
| 18 | 14 de julho de 2013     | "Diário da Piquerobi"                       | Desencantada e reflexiva após mais uma desilusão amorosa, Bianca começa a questionar o seu lugar no mundo. Cabeça e olhar se abrem para algumas situações escolares que, antes, ela ignorava. Ao conhecer Xavier, filho da zeladora, surge a ideia de gravar um vídeo na escola e publicar na internet. O vídeo bomba atrai muitas visitas e comentários. É assim que nasce o “Diário da Piquerobi”. O diário virtual repercute intensamente, traz consequências à rotina da escola e faz Bianca e sua turma refletirem sobre o significado da escola em suas vidas. Pedro, ainda no período noturno, tem uma prova difícil pela frente. Para relaxar antes do exame, aproveita o intervalo e descansa na sala de leitura. Mas acaba dormindo pesado, e só acorda tarde da noite com ruídos que vêm da Sala do Acessa. Pedro vê que estão roubando equipamentos da escola. Entre simplesmente cair fora ou, de alguma maneira, alertar para o roubo que acontece na Piquerobi, Pedro age, mesmo colocando sua segurança em risco. |
| 19 | 21 de julho de 2013     | "A Ponte Quebrou"                           | A festa junina da E.E. Piquerobi mobiliza a turma e reúne toda a comunidade. No embalo das músicas típicas da festa, a galera vive várias histórias e revela facetas até então desconhecidas. Pedro divide-se entre Ciça e Roseli e vê a chance única de ficar com as duas. Bianca está focada no trabalho durante a festa para que tudo saia como ela planejou, mas Leonardo faz o possível para desconcentrá-la e ficar com ela. Edison tenta reaproximar-se de Zuzu, mas se frustra e se irrita ao achar que ela flerta pelo correio elegante com outro homem. Raul marca um encontro com uma menina que conhece pela internet. |
| 20 | 28 de julho de 2013     | "Descobertas do Acaso"                      | Julho, período de férias na Piquerobi. Pedro trabalha pesado na feira-livre para pagar a dívida da família com seu tio Éverton. Tudo que ele quer nas férias é cama... para dormir. Tanto que nem percebe o charme que Roseli, da barraca ao lado, regularmente joga em sua direção. Já Bianca arma com Luara para passar o dia em Bertioga. Um pedido de ajuda de Roseli faz com que Pedro adie sua desejada tarde de sono. Um mal-entendido atrapalha os planos de Bianca, e Luara vai sem ela para o litoral. Entre a raiva por ter sido abandonada e o tédio, Bianca reage e curte um programa sozinha. Ela vai ao sarau de poesia periférica e lá se emociona com os poemas e se surpreende ao encontrar... Leonardo. Enquanto isso, Roseli leva Pedro a sua casa. O garoto não capta os sinais claros que a moça manda. Mas, pouco a pouco, os sentimentos fluem e, enfim, Pedro pode estar bem perto de sua primeira vez, quando nem procurava por isso. |
| 21 | 4 de agosto de 2013     | "Do que são feitos os segredos"             | Com o retorno às aulas, todos percebem algo de diferente em Fafá e Pedro. Ela, sempre tão solar, volta das férias calada, arredia, sem o sorriso habitual. Já Pedro, paga a dívida da mãe com o tio Éverton, sente-se mais adulto, ainda mais depois de sua primeira vez com Roseli. Todos notam essa transformação, e Roseli ficará irritada com Pedro por sua língua solta. Por outro lado, ninguém consegue arrancar qualquer explicação para o comportamento de Fafá. Bianca é a mais preocupada. Um dia, quando se preparava para mais um encontro secreto com Leonardo, Bianca recebe a visita inesperada de Fafá. A amiga parece ter medo de voltar para a sua casa. Depois que Zuzu percebe um hematoma em seu braço, Fafá, com grande dificuldade, se abre com Bianca: Reinaldo, namorado de sua mãe, um cara que parecia legal, começou a assediá-la. Passado o choque, Bianca, com a ajuda de Zuzu, dá o apoio que Fafá precisa para abrir-se com a mãe e desmascarar Reinaldo. Porque certos segredos precisam vir à tona. |
| 22 | 11 de agosto de 2013    | "Iguais, Mas Diferentes"                    | As meninas do time de handebol da E.E. Piquerobi aguardam com ansiedade o jogo do sábado contra o time de uma escola privada do Morumbi, o Colégio Circunferência. Pedro ganha um convite para almoçar em um restaurante jovem da moda e vê a chance de proporcionar algo bacana a Roseli. Chega o dia do jogo e o grupo de jogadoras do colégio particular desce de um ônibus de luxo com seus uniformes e cabelos impecáveis. O contraste com as meninas da Piquerobi é gritante. O jogo começa num clima de grande rivalidade, principalmente entre Bianca e Sofia, a melhor jogadora do Circunferência. Roseli e Pedro chegam de kombi ao restaurante, e, logo à entrada, percebem que não são tratados como os demais clientes. Da dificuldade em entrar no salão à mesa que lhes é indicada, nos fundos do restaurante, Pedro percebe que ele e, principalmente, Roseli, estão sendo discriminados. Na Piquerobi, o jogo é tenso, cheio de provocações de todas as partes. Bianca e Sofia saem antes do final do jogo e vivem um último e significativo encontro no vestiário, enquanto a partida emocionante é decidida nos últimos instantes. |
| 23 | 18 de agosto de 2013    | "Boca do Inferno"                           | Para driblar a bagunça e o desinteresse da classe de Bianca, Toninho, o professor de literatura, recita uma “canção de escárnio”, do poeta do séc. XVII Gregório de Matos, também conhecido como “Boca do Inferno”. A estratégia funciona e Toninho resolve aprofundar o tema e declama outras poesias, inclusive de cunho erótico – contextualizando-as dentro do estilo do autor e do próprio significado da Arte. Luara usa seu celular para gravar em vídeo a performance do professor, publica-o em sua página numa rede social, e muitos alunos “curtem”. O problema é que alguns pais também assistem, não gostam do que veem e pedem a cabeça do professor de Literatura. A diretora defende Toninho, mas os pais que lideram o repúdio são inflexíveis. A situação torna-se insustentável e o professor, para não complicar tudo ainda mais, pede uma licença. Pedro e Bianca, ao saberem disso, promovem uma mobilização para que o professor volte e tenha liberdade para dar suas aulas. Os alunos agrupam-se no pátio, onde promovem um sarau com poesias aberto a todos: alunos, funcionários, professores e pais. Em meio à música e poesia, eles atravessam a noite na escola com um só objetivo: fazer com que Toninho volte a lecionar na Piquerobi. |
| 24 | 25 de agosto de 2013    | "Até as cobras trocam de pele"              | Uma visita curricular ao Instituto Butantã reúne as turmas de Pedro e Bianca em um momento explosivo das relações afetivas entre vários alunos e alunas. Bianca teme que todos descubram que ela tem ficado com Leonardo e, para encobrir a relação, simula uma discussão com ele. Tuca e Carla sentem-se atraídas uma pela outra e tentam lidar com essa mistura de sentimentos e temores pela reação dos outros. Pedro quer convencer Ciça a não abandonar a escola – ela teme o afastamento cada vez maior de seu filhinho, que é criado por Sara, sua mãe. Em meio a fofocas e gozações da turma, as personagens vivem o dilema de isolar seus sentimentos – e perder a chance de vivê-los - ou aceitá-los, sabendo que assumirão as consequências que virão quando eles forem expostos. |
| 25 | 1 de setembro de 2013   | "Meu namorado sumiu"                        | A alegria de Bianca durou pouco. Ao assumir seu namoro com Leonardo, ela sofre com a reprovação de Pedro e um comportamento inesperado do namorado. Leo anda ausente, e tem evitado Bianca. Irritado com Leonardo, Pedro briga com ele e, aparentemente, provoca o seu sumiço. Ninguém sabe por onde ele anda, nem mesmo a sua avó, que o criou desde que a mãe de Leo saiu de sua vida. Acusado pela irmã de ter causado o desaparecimento de Leo, Pedro sente o peso da culpa. A turma toda se mobiliza para achar Leonardo. Pedro e Bianca finalmente encontram Leonardo que revela uma história que mistura raiva e amor por sua mãe. Eles irão se empenhar para ajudar Leo a fazer as pazes com o passado e seguir adiante, agora sem tanta mágoa. |
| 26 | 8 de setembro de 2013   | "Nossas raízes, levamos com a gente"        | A rua onde Pedro e Bianca moram entra em ebulição. Uma grande construtora fez uma oferta para comprar todas as casas e construir um grande condomínio. Mas a proposta tem de ser aceita coletivamente, sem exceções. A vizinhança está dividida entre a emoção e a razão. Bianca e Pedro são radicalmente contrários à venda e pressionam seus pais. Mas Zuzu e Edison nunca se entendem ao mesmo tempo: quando um quer ficar, o outro quer vender. |
| 27 | 15 de setembro de 2013  | "Família Sabe Tudo"                         | De casa nova – mas nem tanto – Bianca inscreve sua família no programa de TV “Família Sabe Tudo” e é selecionada. O prêmio é - uma reforma completa da casa. Mas pra chegar lá, Zuzu, Edison, Pedro e Bianca precisam estar afinados, um ligado no outro. Bianca não tem dúvidas de que irão ganhar o grande prêmio. Para ela, nenhuma família é tão unida e conectada como a sua. Mas a cadeira da verdade do “Família Sabe Tudo” não perdoa: segredos são revelados, e as brigas começam. Frustrada, menos com a possível perda do prêmio, e mais com suas ilusões desfeitas, Bianca entra em crise. Com a família dividida, a reforma que faria Bianca feliz não é mais a de sua casa, mas de sua própria família. |
| 28 | 22 de setembro de 2013  | "Se colar, colou!"                          | Pedro tem mais problemas com Inglês do que admite. Enquanto isso, a turma está ansiosa com o show do rapper “Smoody Glow”. O problema é que ninguém na Piquerobi tem grana pra pagar pelo ingresso. A salvação surge quando uma escola de inglês do bairro faz uma promoção: a melhor frase sobre o rapper ganha uma entrada. Bianca, que é boa de inglês, tem certeza de que vai ganhar. Pedro nem esquenta. Adepto do “jeitinho”, ele consegue seu ingresso com um “truta” da escola de inglês e desperta a inveja de todo mundo, especialmente de Bianca. O ingresso torna-se moeda de troca quando Pedro, desesperado com uma prova marcada pela professora de Inglês, pede ajuda à irmã. Para Bianca, a solução é simples: a entrada de Pedro pela cola da prova. O problema é quando o que foi planejado para ser discreto, foge ao controle de Pedro, e se torna uma cola coletiva, facilmente detectável pela professora. E agora, Pedro? E agora, Bianca? |
| 29 | 29 de setembro de 2013  | "Preto, Branco e Amarelo"                   | Um rapaz de feições orientais e pele morena surge diante da porta da casa de Pedro e Bianca. Quem é esse cara? É a pergunta que passa pela cabeça de toda a família enquanto Toshiro, tenso, explica num português hesitante com sotaque japonês: ele é filho de Edison. O mundo desaba. Pedro e Bianca oscilam entre a curiosidade por descobrirem um lado oculto pai e o ciúme do intruso. |
| 30 | 6 de outubro de 2013    | "Cada voto conta"                           | É tempo de eleição na Piquerobi. Margaret, do 2º B, faz campanha pela reeleição de sua chapa. Bianca, irritada com o papo demagógico da única candidata, zoa a garota e é desafiada por ela: cruzar os braços e só criticar é fácil. Pronto, a turma tem o estalo: e se eles lançassem sua própria chapa pra concorrer ao Grêmio? Todo mundo se entusiasma, mas a situação muda quando Pedro e Bianca entram em conflito. Ambos se veem como presidentes e nem pensam em abrir negociação. Consequência: os irmãos criam cada um sua própria chapa. A disputa pelo Grêmio, que parecia tranquila, esquenta com 3 chapas disputando palmo a palmo o voto dos alunos. No dia da eleição, um debate entre os candidatos vai definir o ganhador da eleição: Bianca, Pedro ou Margaret? As urnas vão falar. E quando elas falam, nem sempre é bom o que se ouve. |
| 31 | 13 de outubro de 2013   | "Carteira Assinada"                         | Qual adolescente não quer ter sua própria grana pra fazer o que quiser, sem depender do dinheiro dos pais? Pedro e Bianca não são exceção, e veem uma chance incrível no mural da escola: vaga de estagiário numa empresa de telemarketing. Mal sabem eles, que terão de enfrentar o processo de seleção comandado por um gerente de RH meio amalucado. Ao passarem para a fase final, Pedro e Bianca fazem um pacto: aquele que ganhar o emprego, apoiará o outro. Tão concentrados os irmãos estão na luta pela vaga, que não percebem o que se passa com o pai deles. Edison vive na pele o maior medo de todo pai de família: o desemprego. Com essa nova situação, aquela grana extra que tanto Pedro como Bianca queriam, ainda poderá ser gasta como eles quiserem? |
| 32 | 20 de outubro de 2013   | "O Sistema"                                 | Frustrada e exausta com o novo emprego no telemarketing, Bianca não pode pedir demissão porque agora a família precisa do seu salário. Pedro anda uma pilha de nervos, revoltado por ver seu pai sem emprego depois de anos de trabalho duro e dedicado. Para os dois irmãos, o problema todo é o “sistema”. Mas como mudar isso? Na escola, após uma discussão em sala de aula, Pedro se enturma com alguns veteranos com ideias revolucionárias e confusas e torna-se um agitador dentro da escola. Bianca, a seu modo, também parte para o ataque na empresa de telemarketing, e acha que pode implodir o sistema por dentro ao falar apenas a verdade aos clientes. E aí, os irmãos conseguirão mudar o mundo em apenas um episódio? |
| 33 | 27 de outubro de 2013   | "Nada é para sempre"                        | Amar é mesmo uma complicação. Enquanto a relação de Bianca e Leonardo fica cada vez mais íntima, e ela vive o impasse de transar ou não pela primeira vez, o namoro de Pedro com Roseli sobrevive apenas na cabeça do garoto. Bem que Roseli tenta dar as dicas mais óbvias possíveis de que foi bom, mas acabou. Só quando um novo “amigo” que não desgruda dela entra na história, é que Pedro fica desconfiado e aí o pânico. Ele não está pronto para perder Roseli e faz de tudo para reconquistá-la, mesmo os gestos mais loucos e ridículos de que só um apaixonado é capaz. Paixão, por sinal, é o que faz Bianca vencer seus medos e tomar a decisão de transar com o “experiente” Leonardo. Numa noite em que Zuzu e Edison viajam para o enterro de um vizinho quase centenário, Pedro e Bianca fazem as mesmas loucuras por amor que outros tantos antes deles já fizeram. Dará certo? Os irmãos gêmeos sairão ilesos desta noite especial? |
| 34 | 3 de novembro de 2013   | "Trutas e traíras"                          | É “Dia das Bruxas” na Piquerobi. Uma festa a fantasia promete animar a turma e, quem sabe, curar a ferida aberta no coração partido de Pedro. Já o coração de Bianca anda a mil, pois ela e Leonardo estão cada vez mais apaixonados. No sábado, a Piquerobi é tomada por sacis, mulas sem cabeça, lendas urbanas e monstros. Entre tentativas dos amigos de ajudar Pedro a conquistar um novo amor e o envolvimento de Bianca, o monstro da traição entre amigos ronda a turma e pode mudar a vida de todos. |
| 35 | 10 de novembro de 2013  | "Um dia na periferia"                       | Desde que Luara ficou com Leonardo e Pedro foi enganado por Raul e Feijão, a turma já não é mais turma. É cada um por si, com seu ressentimento e sua mágoa. Um trabalho de história porém, põe à prova o quão profundo e irreversível é esse afastamento. Pedro disputa com seus ex-amigos o privilégio de entrevistar DJ Vadico, uma lenda viva do bairro que tem muita história, boa e ruim, pra contar. Bianca, que resistia às investidas e tentativas de explicações de Leonardo, concorda em conversar com ele. Tudo acontece na Lanchonete do Seu Fonseca, ponto de encontro tradicional do bairro, que vive um dia dramático. Mas talvez algo renasça em meio à tragédia, o sentimento de que, diante da dor, ter com quem contar, faz toda a diferença no mundo. |
| 36 | 17 de novembro de 2013  | "No armário"                                | Ah, se a casa do Feijão falasse... Reunida para fazer o trabalho em grupo da Feira de Ciências, a turma parte com tudo para brincar de “gato mia”. Todos se juntam em um quarto escuro e aí acontece: Pedro e alguém se beijam. Mas quem ele beijou? É o que o excitadíssimo Pedro quer descobrir custe o que custar. Luara? Tuca? Fafá? A descoberta provoca uma crise e leva Pedro a procurar pela internet seu irmão Toshiro em busca de aconselhamento. Bianca também quer viver sua nova experiência. Cansada de sofrer por amor, acha que a saída pode ser divertir-se com alguém, sem compromisso. O escolhido é o mito do 3º ano, o pegador Juan Mãos de Cavalo. Mas tanto Pedro como Bianca verão que não há missão mais difícil do que tentar fugir de quem você realmente é. |
| 37 | 24 de novembro de 2013  | "A Fera"                                    | A montagem teatral “O Belo e a Fera”, que adapta a história original para a realidade da Piquerobi, envolve toda a turma. Pedro assume naturalmente o papel de “belo”. Agora encontrar a “fera” ideal não é tão fácil. Quer dizer, tem a Vanessão, alvo preferencial de bullying entre os alunos. Bianca resolve assumir a missão de aproximar-se dela e convencê-la de que representar a fera pode ser a solução para os seus problemas de relacionamento. Enquanto isso, Pedro pela primeira vez, se vê na posição de partir o coração de alguém: a grudenta Juju, uma menina do 9º ano do fundamental, que faz de tudo para namorar com ele. Em meio ao dilema de Pedro e o plano desastrado de Bianca, “O Belo e a Fera” conseguirá estrear no dia acertado com o professor de Artes? |
| 38 | 1 de dezembro de 2013   | "A Tentação da Ostentação"                  | pai de Raul, trabalha como motorista na casa de uma família rica, com a viagem dos patrões, o pai de Raul leva o filho para ajudá-lo a tomar conta da mansão no fim de semana. Raul só não contava com a insistência de Pedro em fazer uma visita e, seu verdadeiro plano, gravar na “casa dos bacanas” um legítimo videoclipe de “funk de ostentação”. Para desespero de Raul, junto com Pedro aparece toda a turma. Até mesmo Bianca, com sua visão crítica da desigualdade do mundo, vai conferir como vivem os ricos e colher material para seu trabalho de Geografia. Vestindo roupas dos donos da mansão, a turma se esbalda na piscina enquanto grava o videoclipe. Mas o pai de Raul volta do aeroporto antes do esperado e provoca a fuga da turma. Tudo acabaria com boas risadas não fosse Bianca, impulsivamente, levar em sua mochila uma peça de roupa da dona da casa. Arrependida, Bianca conta com Pedro para ajudá-la a enfrentar e sair dessa situação. |
| 39 | 8 de dezembro de 2013   | "Nunca diga "Isso é natural""               | Edison vai parar no hospital e dá um susto e tanto na família. A partir desse acontecimento, só comida saudável tem lugar à mesa de casa. Mas Bianca leva a nova consciência adquirida longe demais. Ela dá início na Piquerobi a uma campanha agressiva contra a má alimentação e as gordurinhas a mais no corpo alheio. Pedro acha que a irmã exagera e, movido por sua própria culpa em relação à fofinha professora de Filosofia, começa uma campanha contrária a de Bianca: o importante é ser feliz! As coisas se complicam quando Bianca expõe publicamente Daiana, uma aluna gordinha, e promove a garota a símbolo dos riscos de uma alimentação descontrolada. Quem sabe, a partir dessa confusão, Pedro e Bianca não se liguem que a aparência está longe de ser a maneira mais justa de julgar uma pessoa? |
| 40 | 15 de dezembro de 2013  | "Perdas e Ganhos"                           | Depois dos últimos dias de chuva intensa, a Piquerobi torna-se abrigo provisório de muitas famílias desabrigadas. É hora dos alunos mostrarem que aprenderam também a ser solidários. Mas, além de ajudar como podem, Pedro e Bianca entram de cabeça em dois dramas pessoais. Ele se empenha em encontrar Fabinho, jovem bom de basquete que o havia derrotado no dia anterior. A possível morte do colega mexe muito com Pedro e o ajuda a superar um momento difícil na sua relação com Edison. Já Bianca descobre algo que Luara mantinha em segredo há muito tempo. |
| 41 | 22 de dezembro de 2013  | "Os perigos do mar"                         | Já estamos perto do final do ano, e a turma da Piquerobi anda cheia de trabalhos para entregar. Bianca vai bem, enquanto Pedro faz o que pode, com a certeza de que tudo haverá de dar certo. O que importa é curtir o fim de semana na praia, um velho desejo de Zuzu que Edison pode realizar porque os serviços não param de entrar. Acontece, que Edison não contava com a obrigação de abrir empresa, como condição para pegar uma grande encomenda. Com isso, Zuzu vai ter de esperar para molhar seus pezinhos no mar. Mas se depender de Pedro, a mãe não terá de esperar não. Pedro convence Bianca a entrar numa arriscada empreitada: vender trabalhos nota 10 para os alunos da escola. Dividida entre a ética e a vontade de realizar o sonho da mãe, Bianca entra no barco de Pedro. Mas, onde eles vão chegar com atividade tão arriscada e ilegal? Às ondas do mar ou à sala da direção da Piquerobi? |
| 42 | 29 de dezembro de 2013  | "Questão de sorte e coragem"                | Na reta final do interclasses misto de handebol da Piquerobi, as emoções explodem. A classe de Bianca pega a de Pedro para decidir quem vai a final. Pedro, que joga um bolão na posição de corneteiro, sentadinho no banco de reservas, é obrigado a substituir o goleiro Leo nos momentos decisivos da partida, e vira herói...por acidente. Carregado nos braços da turma, Pedro curte o presente e sofre com o futuro: a finalíssima contra um forte time do 3º ano. Ninguém sabe, mas Pedro simplesmente morre de medo de levar bolada. Isso para um goleiro não pega muito bem. Com a ajuda de Bianca e Tuca, Pedro terá de provar a si mesmo o que vale mais na vida: a sorte ou a coragem? |
| 43 | 5 de janeiro de 2014    | "Bombado"                                   | A chegada de Larissa ao 3º ano da Piquerobi mexe com a vaidade das meninas e os hormônios dos meninos. A garota linda e descolada torna-se o centro das atenções. Melhor pra Bianca, de quem “ Lari” foi vizinha anos atrás e, instantaneamente, torna-se sua companheira de todas as horas. Pedro acha ótimo, já que “Lari” agora não sai de sua casa e não perde a chance de insinuar que ele seria irresistível com uns músculos a mais no corpo. Enquanto Bianca se entrega à diversão com “Lari”, Pedro alucina e se arrisca no projeto de ganhar bíceps a jato. Mas junto com seu brilho pessoal,”Lari” carrega um lado obscuro, de dependente de drogas. |
| 44 | 12 de janeiro de 2014   | "Livrismo"                                  | A fase não anda boa para Pedro. Além de precisar de notas na escola, ainda tem de aguentar os pais, que comparam seu desempenho com o de Bianca. Mas tudo começa a mudar durante a aula de Artes. Desafiados a se colocarem de corpo e alma numa pintura, desta vez é Pedro quem se sai melhor. Seu estranho e intenso quadro magnetiza todo mundo na Piquerobi. Bianca se morde de ciúmes e ainda tem de engolir suas melhores amigas entre o grupo de fãs que o irmão atrai para, inspirado nos vanguardistas europeus dos anos 1930, quebrar todas as regras. De repente, Pedro é o astro da família, e Bianca tem de aprender a conviver com essa nova ordem. |
| 45 | 19 de janeiro de 2014   | "Cadê o bebê lindo, cadê?"                  | É o último dia de inscrição num programa de intercâmbio que Bianca quer muito fazer. Depois de agendar horário, ela segue para a escola e deixa a casa todinha para Pedro. Confiante de que vai passar de ano raspando, mas vai, ele quer curtir a casa vazia como se não houvesse amanhã. Mas logo chega Ciça, com seu filho nos braços, requisitando Pedro como “babá” enquanto ela vai a uma entrevista de emprego. Como dizer não à Ciça? E alguém aí pode explicar ao Pedro como é que se cuida de um bebê que não para de chorar? Desesperado, ele sai pra uma voltinha na praça e não é que dá certo? Juquinha se acalma e a coisa ainda só melhora: Pedro, tomado por uma linda garota como o pai do bebê, descola seu telefone pra um cineminha. O problema é que... Juquinha sumiu! Já Bianca leva Luara, que está com enjoo e dores que não passam, para o hospital. Há suspeita de gravidez. No final, será que Bianca consegue fazer a inscrição para disputar a vaga no intercâmbio? E Pedro, encontra Juquinha ? |
| 46 | 26 de janeiro de 2014   | "Não é o fim"                               | Bianca se prepara para viver um período longe da Piquerobi, dos amigos, dos pais e de Pedro. Selecionada para o intercâmbio na África do Sul, ela experimenta uma mistura de emoções: por um lado, anseia pela linda experiência de vida; por outro, a separação das pessoas que ama. Pedro finge indiferença à partida da irmã, numa fase de profunda insatisfação consigo mesmo. Tudo na sua vida é mediano: suas notas, seus amores, suas ambições. Até que surge uma chance de brilhar, justamente na festa de formatura da turma do 3º. Pedro nem se dá conta de que seu pesadelo do 1º dia de aulas pode se repetir. Bianca sofre ao perceber que a vida dos amigos seguirá mesmo depois de sua partida e pensa até em desistir da viagem pela qual tanto se esforçou. São momentos decisivos nas vidas de Pedro e Bianca no 1º ano do ensino médio. Um ano que marca, para os irmãos, o ponto de partida de suas jornadas pessoais. |
| 47 | 2 de fevereiro de 2014  | "Preconceito e Discriminação - Até Quando?" | Preconceito e discriminação são temas bastante discutidos no programa “Pedro e Bianca”. O principal cenário da série - o pátio da escola E. E. Alberto Torres - recebe um grupo de alunos da rede pública estadual, que conversam com os atores Giovanni Gallo (Pedro) e Heslaine Vieira (Bianca) sobre homofobia, racismo, discriminação social, bullying e tantas outras formas de agressão a que estão expostos ou que cometem, no seu dia-a-dia. Uma oportunidade para refletir e rever alguns momentos da série em que estes temas foram abordados. |
| 48 | 9 de fevereiro de 2014  | "Responsabilidade"                          | É na adolescência, fase de transição entre a infância e a idade adulta, o momento em que a palavra responsabilidade começa a fazer sentido. Na série “Pedro e Bianca”, este tema é lembrado em vários episódios – alguns cômicos, outros mais densos. Na arena montada no pátio da E.E. Alberto Torres, alunos da rede pública estadual conversam com os atores Giovanni Gallo e Heslaine Vieira e questionam se as cobranças desta idade e o comprometimento com a escola, a família, os amigos e a sociedade são apenas sinônimos de chatice. A partir da exibição de trechos de episódios da série, tem início um debate revelador. |
| 49 | 16 de fevereiro de 2014 | "Precisamos falar sobre sexo"               | Sexo em primeiro lugar, sexo em segundo lugar e sexo em terceiro lugar. A piada sobre uma preocupação recorrente na vida dos adolescentes resume a presença deste tema na série “Pedro e Bianca”. E não faltaram episódios discutindo virgindade, gravidez na adolescência, ansiedade pela primeira vez, prevenção, homossexualidade etc. Cobrados pelos amigos, pela família e pela sociedade, alunos da rede pública estadual falam abertamente sobre seus dilemas, prazeres e descobertas, em um bate-papo realizado na E.E. Alberto Torres, cenário do programa, com a apresentação dos protagonistas da série, Giovanni Gallo e Heslaine Vieira. |
| 50 | 23 de fevereiro de 2014 | "Passando do Ponto"                         | |
| 51 | 2 de março              | "Em Família"                                | Pais, amigos, avós, filhos, irmãos e pais dos amigos, muitos acabam se reinventando ou trocando os papéis, mas a referência é uma só - a família. Esta antiga instituição onde o acolhimento, o não e o sim, a alegria, o exemplo ou a decepção são as raízes para a construção da nossa identidade. A série “Pedro e Bianca” apresenta um retrato bastante fiel da família brasileira e sua diversidade. Neste bate-papo entre alunos da rede pública estadual e os protagonistas da série, realizado na E. E. Alberto Torres, a ficção e a realidade se encontram, através das histórias de cada um. |